# Audiodesign
Audiodesign nennt sich die Gestaltung von Tonaufzeichnungen mit elektronischen Mitteln. Es ist seit der Digitalisierung der Informationstechnik in den 1990er Jahren zum Beruf geworden und verbindet ehemalige Aufgaben von Geräuschemachern, Tontechnikern und Musikern.
Audiodesigner assistieren bei der Gestaltung von Tonaufzeichnungen oder komponieren und produzieren selbst Klänge beziehungsweise Musik für Werbung, Film, Computerspiele, Websites, Theater, Ausstellungen und andere Veranstaltungen. Außerdem erstellen sie Sounds und Styles etwa für Keyboards sowie Notensätze, und sie komponieren Songs für Interpreten oder arrangieren Musikstücke neu. Dazu bedienen sie sich Musiksoftware und Tontechnik, beherrschen HTML und CSS und verfügen über Flash-Grundkenntnisse.
Audiodesigner arbeiten in Werbe- und Internetagenturen, Marketingabteilungen, Tonstudios und Musikverlagen, bei Platten- und Softwarefirmen, bei Keyboardherstellern, Radio- und TV-Sendern sowie Theatern und im Musikhandel, als Musikproduzenten und DJs, bei Künstler- und Eventagenturen. Die Bundesagentur für Arbeit hat für Audio-Designer eine eigene Berufskennziffer vergeben: 8319-126. Es gibt Ausbildungen am Elektronischen Studio Basel oder an der SRH Hochschule der populären Künste Berlin.